# Artem Bjessjedin
Artem Jurijowytsch Bjessjedin (ukrainisch Артем Юрійович Бєсєдін; * 31. März 1996 in Charkiw) ist ein ukrainischer Fußballspieler. Der Stürmer steht aktuell bei SK Líšeň unter Vertrag.

## Karriere
In seiner Jugend durchlief Bjessjedin zuerst mehrere Fußballschulen, bevor er im Jahr 2012 in die Jugendabteilung von Dynamo Kiew aufgenommen wurde, bei welchen er unter anderem vom ehemaligen ukrainischen Nationalspieler Jurij Dmitrulin trainiert wurde. Im Sommer 2013 stieg er in die U19-Mannschaft von Dynamo auf, wo er unter der Leitung von Aleksei Gerasimenko zu einem der Leistungsträger des Teams wurde. Im Winter 2015 weckte Besedin das Interesse der Verantwortlichen des FC Hoverla, es kam jedoch kein Transfer zustande.
Im März 2015 wechselte er zusammen mit zwei anderen Dynamo-Spielern zu Metalist Charkiw, um Spielpraxis zu sammeln. Am 4. März gab er im Viertelfinale des ukrainischen Pokals sein Debüt, als er zur Pause gegen Yehor Chehurko eingewechselt wurde. Schon im Dezember desselben Jahres kehrte Besedin nach Kiew zurück, wo er in die erste Mannschaft aufgenommen wurde.
Am 11. März gab Bjessjedin sein Debüt beim Spiel Dynamo gegen Karpaty Lwiw, als er in der 78. Minute für Łukasz Teodorczyk eingewechselt wurde. In den Folgejahren entwickelte er sich zum Stammspieler und gewann mit Kiew unter anderem zweimal den ukrainischen Supercup.
Am 19. Dezember 2019 informierte Bjessjedin seinen Verein über einen möglichen Verstoß seinerseits, gegen die Anti-Doping-Regeln der UEFA. Am 26. Februar 2020 wurde er von der UEFA aufgrund der Verstöße für ein Jahr gesperrt.
Im Januar 2023 wechselte Bjessjedin auf Leihbasis nach Zypern, zu Omonia Nikosia. Nach seiner Rückkehr im Sommer wechselte er schließlich ablösefrei zu Ordabassy Schymkent, in die kasachische erste Liga, mit welchen er 2023 die Premjer-Liga gewann.
Am 25. Januar 2025 wechselte Bjessjedin ablösefrei zum tschechischen Zweitligisten SK Líšeň.

## Nationalmannschaft
Im November 2016 wurde Bjessjedin erstmals in den Kader der ukrainischen A-Nationalmannschaft berufen. Am 15. November 2016 gab er schließlich sein Debüt gegen Serbien, als er in der 62. Minute für Roman Sosulja eingewechselt wurde. Am 11. Juni 2017 erzielte er beim EM-Qualifikationsspiel gegen Finnland, sein erstes Tor für die Nationalmannschaft.
Bei der Europameisterschaft 2021 stand er im Aufgebot der Ukraine, das im Viertelfinale gegen England ausschied. Bis 2021 lief er insgesamt 19 mal für die Nationalelf der Ukraine auf und erzielte dabei zwei Tore.

## Erfolge

### Verein
Dynamo Kiew
- Premjer-Liha: 2015/16, 2020/21
- Ukrainischer Fußballpokal: 2020/21
- Ukrainischer Supercup: 2017/18, 2018/19

Omonia Nikosia
- Zyprischer Fußballpokal: 2022/23

Ordabassy Schymkent
- Premjer-Liga: 2022/23